# Hinterhauptbein

Schädel in Seitenansicht:
1. Stirnbein (Os frontale) (gelb)
2. Scheitelbein (Os parietale) (hellblau)
3. Nasenbein (Os nasale) (grün)
4. Siebbein (Os ethmoidale) (rot)
5. Tränenbein (Os lacrimale) (hellviolett)
6. Keilbein (Os sphenoidale) (violett)
7. Hinterhauptbein (Os occipitale) (grün)
8. Schläfenbein (Os temporale) (orange)
9. Jochbein (Os zygomaticum) (weiß)
10. Oberkiefer (Maxilla) (gelb)
11. Unterkiefer (Mandibula) (hellblau)

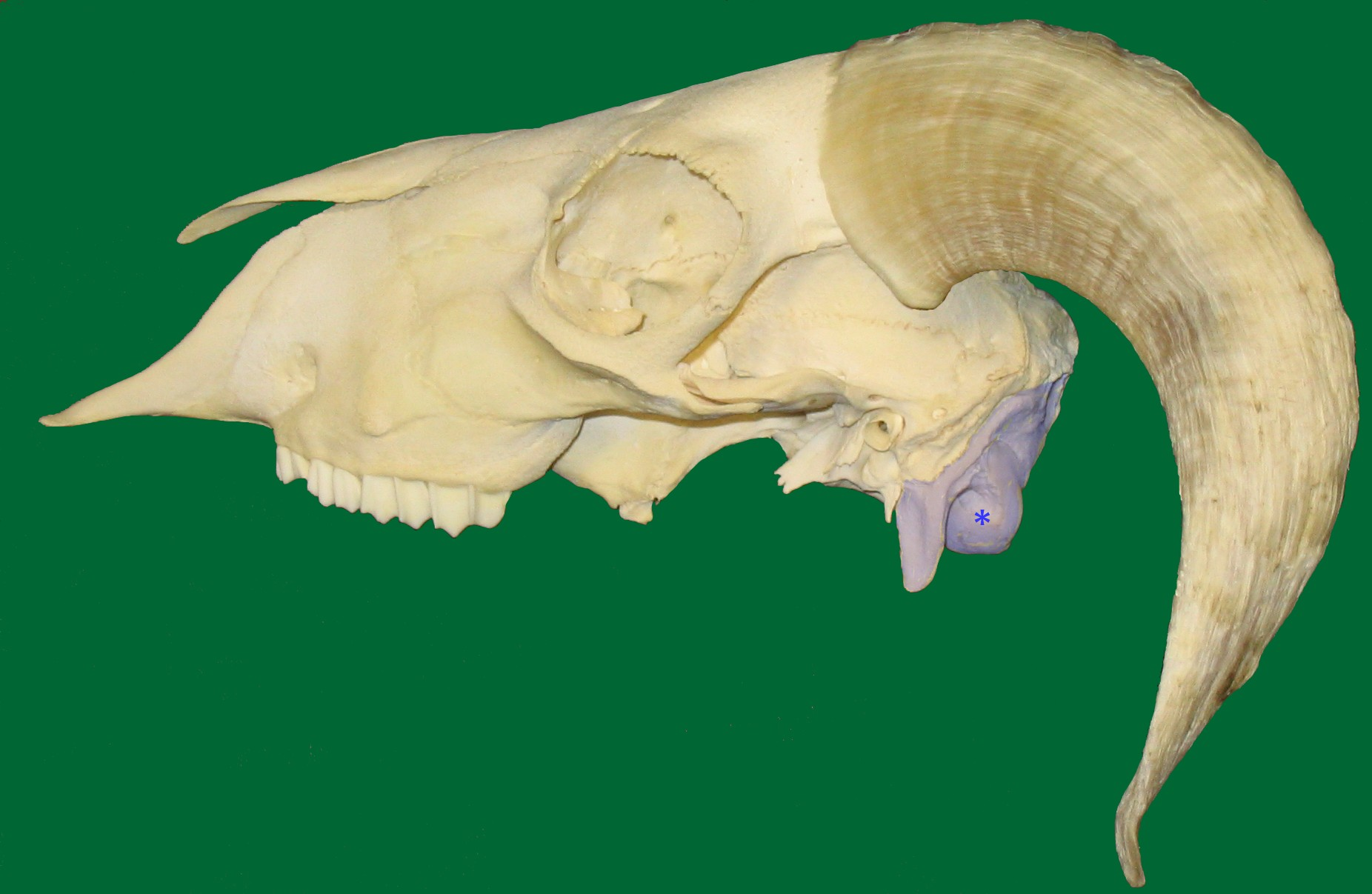
Schädel eines Schafes. Os occipitale farbig markiert

Das Hinterhauptbein (auch Hinterhauptsbein oder Hinterhaupthöcker; lat. Os occipitale oder kurz Occiput) ist der am Halsübergang gelegene Teil des Hirnschädels. Es bildet den hinteren Abschluss der Schädelhöhle und mit dem Atlas das erste Kopfgelenk.
Das Hinterhauptbein kann in drei Anteile gegliedert werden:
- Pars basilaris: Bodenteil, ein Teil der hinteren Schädelbasis
- Pars lateralis: Seitenteil
- Squama occipitalis: Hinterhauptschuppe (Hinterseite), bei der in der Entwicklungsphase unterschieden wird zwischen:
  - Unterschuppe (entsteht durch chondrale Ossifikation)
  - Oberschuppe (entsteht durch desmale Ossifikation)

Zwischen Ober- und Unterschuppe verläuft die Sutura mendosa. Sie verknöchert im 3. Lebensmonat und ist dann als Linea nuchae superior (obere Nackenlinie) am Knochen sichtbar.
Das Hinterhauptbein entsteht durch Verschmelzung von vier Knochen, nämlich des basalen, der beiden seitlichen und des oberen Hinterhauptbeins. Der horizontale Teil ist durchbohrt von einem daumenstarken Loch (Hinterhauptsloch oder Foramen magnum), durch welches das Rückenmark aus der Schädelhöhle in den Wirbelkanal, die Wirbelarterien aber von außen in die Schädelhöhle eintreten. Zu beiden Seiten dieses Loches liegen die beiden konvexen Gelenkfortsätze, mittels deren sich der ganze Kopf auf dem ersten Halswirbel nach vorn und hinten bewegen, beugen und strecken kann.
Auf der Unterseite besitzt das Hinterhauptbein eine Durchtrittsöffnung für den 12. Hirnnerv (Nervus hypoglossus), die als Canalis nervi hypoglossi bezeichnet wird. Davor erhebt sich ein Fortsatz, der Processus jugularis, der bei Haustieren den Processus paracondylaris trägt (Ursprung des Musculus digastricus).
Auf der Nackenfläche erhebt sich die Protuberantia occipitalis externa, an der Muskeln ansetzen, bei Pferden und Rindern auch das Nackenband. Hier befindet sich auch das Inion, der am weitesten dorsal gelegene Punkt des Schädels, der als wichtiger oberflächlicher anatomischer Markierungspunkt dient.

Darstellung des Os occipitale
Darstellung des Os occipitale von kaudal
Schädelinnenseite